# 레드 클럼프

헤르츠스프룽-러셀 도표는 항성이 초기 질량에 따라 어떤 운명을 맞을 지를 보여준다.

레드 클럼프(Red clump)는 별의 헤르츠스프룽-러셀 도표 특징이다. 레드 클럼프는 금속이 풍부한 수평 가지와 대응 관계에 있다. 그것은 같은 주계열의 표면 온도가 같은 별 보다 밝은 별들(아니면 주계열의 비슷한 광도의 별들보다 차가운 별)이나 그 이상의 별들에게 해당하며, 헤르츠스프룽-러셀 도표에서의 주계열의 오른쪽에 해당한다.
별의 진화에서 주계열은 핵의 수소 연소 과정이지만 이 기간은 핵의 헬륨 연소 과정에 해당한다.
이론에서 레드 클럼프에서의 별의 절대 광도는 별의 구성 요소나 나이와 별개이지만, 그 결과로 그들은 우리 은하와 가까운 다른 은하나 성단의 천문학적 거리를 측정하는데, 유용한 표준 측광을 만든다.